# Lukechangite-(Ce)
La lukechangite-(Ce) è un minerale.

## Etimologia
Il nome è in onore di Luke Chang (1934-2009), professore di geologia dell'Università del Maryland, ha dato contributi allo studio dei carbonati.